# Masters de Canadá

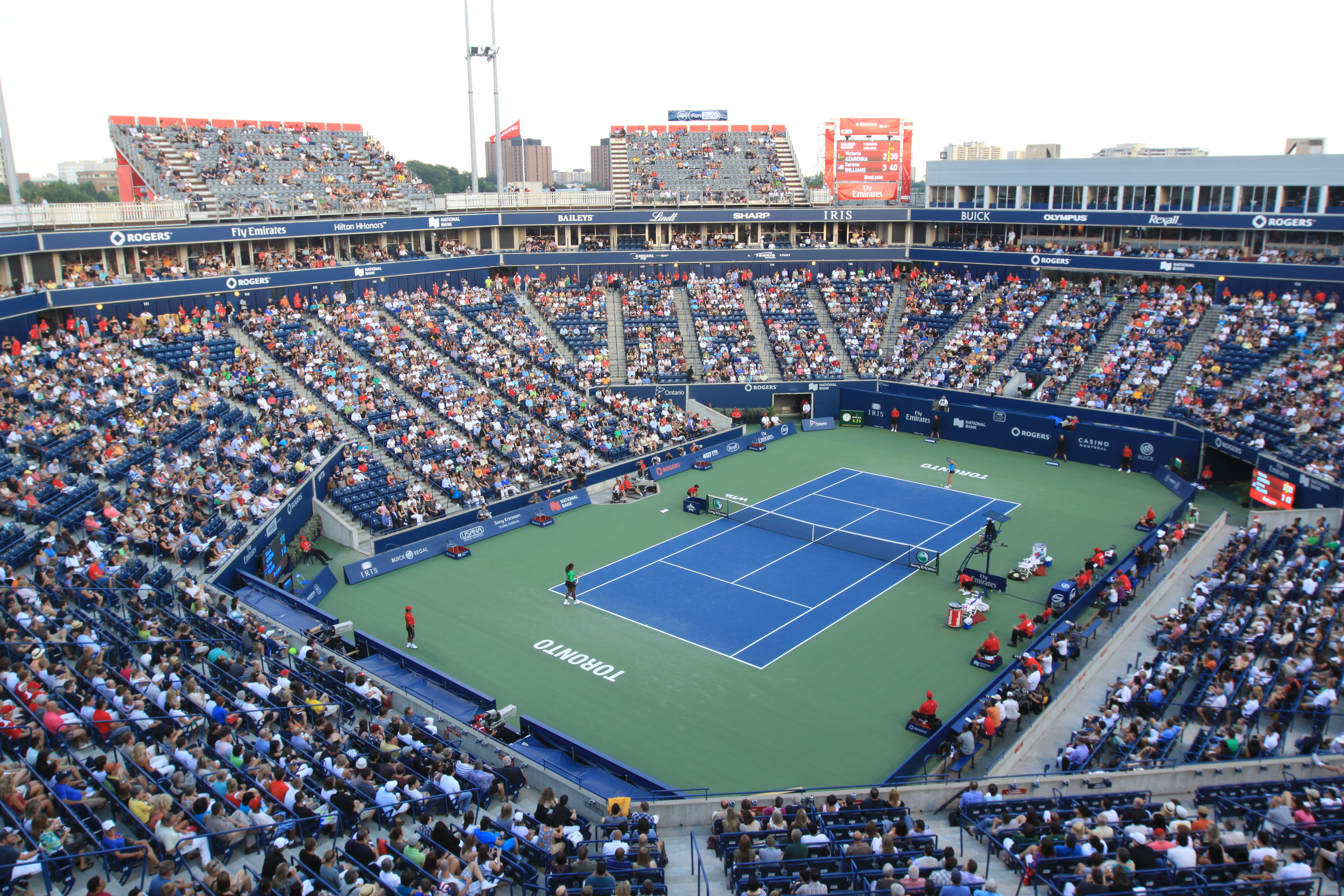
El Rexall Tennis Centre alberga la competición en Toronto

El Masters de Canadá es un torneo oficial de tenis que se disputa anualmente y en forma alternada en las ciudades de Montreal y Toronto, en Canadá. Este evento forma parte del ATP Tour Masters 1000 en el tour masculino, y es un evento WTA 1000 (anteriormente Premier 5) en el circuito femenino. Sirve como preparación para el Abierto de Estados Unidos. Ambas competiciones se disputan en distintas semanas en julio o agosto de cada año. En aquellos años en que la competición masculina se lleva a cabo en el Estadio Uniprix Montreal, la femenina tiene lugar en el Aviva Centre de Toronto, y viceversa.
Antes de tomar su nombre oficial actual debido a su patrocinador (National Bank Open), el torneo se denominaba Abierto de Canadá.
Antes de 2011, las dos competiciones se llevaban a cabo durante semanas separadas en el período julio-agosto; ahora las dos competencias se llevan a cabo durante la misma semana de agosto. Los eventos se alternan cada año entre las ciudades de Montreal y Toronto. Desde 2021, en los años pares el torneo masculino se celebra en Montreal mientras que el torneo femenino se celebra en Toronto, y viceversa en los años impares.

## Historia
El torneo masculino comenzó en julio de 1881 y se celebró en el Toronto Lawn Tennis Club, mientras que la competición femenina se celebró por primera vez en 1892. Es el segundo torneo activo más antiguo después de Wimbledon y se celebró un mes antes del Campeonato Nacional inaugural de Estados Unidos.
Antes de 1968, el torneo se conocía como Campeonato Nacional Canadiense. El torneo formó parte brevemente del circuito WCT en 1971 antes de unirse al Grand Prix Tennis Circuit desde 1972 hasta 1989. El torneo fue patrocinado durante varios años por marcas de tabaco. En la década de 1970, Rothmans International fue el patrocinador principal, seguida por Player's Limited en la década de 1980 y luego por Du Maurier de 1997 a 2000. Sin embargo, entonces entró en vigor una legislación federal canadiense que prohibía la publicidad del tabaco. Rogers Communications, una empresa canadiense de medios y comunicaciones, asumió como nuevo patrocinador presentador.
El evento se jugó en arcilla hasta 1979, cuando cambió permanentemente a canchas duras. Tanto el torneo masculino como el femenino se jugaron como un único torneo combinado en el National Tennis Centre hasta 1981, cuando el torneo masculino se jugó en el Estadio Jarry Park de Montreal por primera vez. Asimismo, 1982 fue el primer año en el que se jugó el torneo femenino en Montreal.
En 2004, el torneo pasó a formar parte del US Open Series, en la preparación del torneo de Grand Slam del Abierto de Estados Unidos. En consecuencia, los mejores jugadores a veces se retiraban del torneo en el último minuto para descansar para el próximo Major.
El 22 de marzo de 2024, el ATP Tour anunció que el torneo se expandiría a un formato de 12 días para hombres, y los cuadros se ampliarían de 56 a 96 jugadores.

## Palmarés

### Individual masculino
| 1919                      | Seiichiro Kashio                           | Walter K. Wesbrook                         | 3–6, 6–3, 6–1, 11–9                        |                                            |                                            |
| 1920                      | Paul D. Bennett                            | William Leroy Rennie                       | 6–3, 7–5, 6–4                              |                                            |                                            |
| 1921                      | Wallace J. Bates                           | Edmund Levy                                | 4–6, 6–4, 6–2, 6–3                         |                                            |                                            |
| 1922                      | Frank Anderson                             | Robert Patrick Hay Baird                   | 6–3, 6–4, 6–3                              |                                            |                                            |
| 1923                      | William Leroy Rennie                       | W.H. Richards                              | 6–2, 6–3, 6–3                              |                                            |                                            |
| 1924                      | George Lott                                | Cyril Andrewes                             | 6–3, 7–5, 6–1                              |                                            |                                            |
| 1925                      | Willard F. Crocker                         | Wallace Scott                              | 4–6, 7–5, 18–16, 6–2                       |                                            |                                            |
| 1926                      | Leon De Turenne                            | Wallace Scott                              | 6–4, 6–3, 6–0                              |                                            |                                            |
| 1927                      | Jack A. Wright                             | Leon De Turenne                            | 7–5, 8–6, 6–3                              |                                            |                                            |
| 1928                      | Wilmer Allison                             | John Van Ryn                               | 6–2, 6–4, 6–3                              |                                            |                                            |
| 1929                      | Jack A. Wright                             | Frank Shields                              | 6–4, 6–4, 1–6, 7–5                         |                                            |                                            |
| 1930                      | George Lyttleton-Rogers                    | Gilbert Nunns                              | 6–4, 8–6, 6–8, 9–7                         |                                            |                                            |
| 1931                      | Jack A. Wright                             | Gilbert Nunns                              | 6–3, 6–4, 6–2                              |                                            |                                            |
| 1932                      | Frank Parker                               | George Lott                                | 2–6, 6–1, 7–5, 6–2                         |                                            |                                            |
| 1933                      | John Murio                                 | Walter Martin                              | 6–3, 4–6, 4–6, 6–2, 6–2                    |                                            |                                            |
| 1934                      | Marcel Rainville                           | Hal Surface                                | 6–4, 7–5, 6–0                              |                                            |                                            |
| 1935                      | Eugene Smith                               | Richard Bennett                            | 8–6, 6–2, 7–5                              |                                            |                                            |
| 1936                      | Jack Tidball                               | John Murio                                 | 8–6, 6–2, 6–2                              |                                            |                                            |
| 1937                      | Walter Senior                              | Robert Murray                              | 2–6, 6–2, 6–3, 3–6, 6–2                    |                                            |                                            |
| 1938                      | Frank Parker                               | Wilmer Allison                             | 6–2, 6–2, 9–7                              |                                            |                                            |
| 1939                      | Pride Morey Lewis                          | Robert Madden                              | 6–2, 6–2, 6–3                              |                                            |                                            |
| 1940                      | Donald McDiarmid                           | Lewis Duff                                 | 6–1, 7–5, 6–2                              |                                            |                                            |
| 1941- 1945                | No disputado por la Segunda Guerra Mundial | No disputado por la Segunda Guerra Mundial | No disputado por la Segunda Guerra Mundial | No disputado por la Segunda Guerra Mundial | No disputado por la Segunda Guerra Mundial |
| 1946                      | Pride Morey Lewis                          | Donald McDiarmid                           | 2–6, 8–6, 6–4, 6–4                         |                                            |                                            |
| 1947                      | James Evert                                | Emery Neale                                | 2–6, 6–3, 5–7, 6–1, 6–2                    |                                            |                                            |
| 1948                      | William Tully                              | Henri Rochon                               | 6–4, 7–5, 6–0                              |                                            |                                            |
| 1949                      | Henri Rochon                               | Lorne Main                                 | 6–3, 6–4, 4–6, 6–2                         |                                            |                                            |
| 1950                      | Brendan Macken                             | Henri Rochon                               | 6–0, 6–0, 6–3                              |                                            |                                            |
| 1951                      | Tony Vincent                               | Seymour Greenberg                          | 7–9, 7–5, 7–5, 6–2                         |                                            |                                            |
| 1952                      | Dick Savitt                                | Kurt Nielsen                               | 6–1, 6–0, 6–1                              |                                            |                                            |
| 1953                      | Mervyn Rose                                | Rex Hartwig                                | 6–3, 6–4, 6–2                              |                                            |                                            |
| 1954                      | Bernard Bartzen                            | Kosei Kamo                                 | 6–4, 6–0, 6–3                              |                                            |                                            |
| 1955                      | Robert Bédard                              | Henri Rochon                               | 8–6, 6–2, 6–1                              |                                            |                                            |
| 1956                      | Noel Brown                                 | Donald Fontana                             | 6–0, 2–6, 6–3, 6–3                         |                                            |                                            |
| 1957                      | Robert Bédard                              | Ramanathan Krishnan                        | 6–1, 1–6, 6–2, 6–4                         |                                            |                                            |
| 1958                      | Robert Bédard                              | Whitney Reed                               | 6–0, 6–3, 6–3                              |                                            |                                            |
| 1959                      | Reynaldo Garrido                           | Orlando Garrido                            | 6–4, 1–6, 6–4, 6–1                         |                                            |                                            |
| 1960                      | Ladislav Legenstein                        | Warren Woodcock                            | 6–2, 6–2, 7–5                              |                                            |                                            |
| 1961                      | Whitney Reed                               | Mike Sangster                              | 3–6, 6–0, 6–4, 6–2                         |                                            |                                            |
| 1962                      | Juan Manuel Couder                         | Sean Frost                                 | 6–3, 6–4, 6–3                              |                                            |                                            |
| 1963                      | Whitney Reed                               | Kyle Carpenter                             | 6–2, 6–4, 6–4                              |                                            |                                            |
| 1964                      | Roy Emerson                                | Fred Stolle                                | 2–6, 4–6, 6–4, 6–3, 6–4                    |                                            |                                            |
| 1965                      | Ronald Holmberg                            | Lester Sack                                | 4–6, 4–6, 6–4, 6–2, 6–2                    |                                            |                                            |
| 1966                      | Allen Fox                                  | Allan Stone                                | 6–4, 6–4, 6–3                              |                                            |                                            |
| 1967                      | Manuel Santana                             | Roy Emerson                                | 6–1, 10–8, 6–4                             |                                            |                                            |
| 1968                      | Ramanathan Krishnan                        | Torben Ulrich                              | 6–3, 6–0, 7–5                              |                                            |                                            |
| 1969                      | Cliff Richey                               | Butch Buchholz                             | 6–4, 5–7, 6–4, 6–0                         |                                            |                                            |
| 1970                      | Rod Laver                                  | Roger Taylor                               | 6–0, 4–6, 6–3                              |                                            |                                            |
| ↓ Circuito WCT ↓          |                                            |                                            |                                            |                                            |                                            |
| 1971                      | John Newcombe                              | Tom Okker                                  | 7–6, 3–6, 6–2, 7–6                         |                                            |                                            |
| ↓ Circuito Grand Prix ↓   |                                            |                                            |                                            |                                            |                                            |
| 1972                      | Ilie Năstase                               | Andrew Pattison                            | 6–4, 6–3                                   |                                            |                                            |
| 1973                      | Tom Okker                                  | Manuel Orantes                             | 6–3, 6–2, 6–1                              |                                            |                                            |
| 1974                      | Guillermo Vilas                            | Manuel Orantes                             | 6–4, 6–2, 6–3                              |                                            |                                            |
| 1975                      | Manuel Orantes                             | Ilie Năstase                               | 7–6, 6–0, 6–1                              |                                            |                                            |
| 1976                      | Guillermo Vilas                            | Wojtek Fibak                               | 6–4, 7–6, 6–2                              |                                            |                                            |
| 1977                      | Jeff Borowiak                              | Jaime Fillol                               | 6–0, 6–1                                   |                                            |                                            |
| 1978                      | Eddie Dibbs                                | José Luis Clerc                            | 5-7, 6-4, 6-1                              |                                            |                                            |
| 1979                      | Björn Borg                                 | John McEnroe                               | 6-3, 6-3                                   |                                            |                                            |
| 1980                      | Ivan Lendl                                 | Björn Borg                                 | 4-6, 5-4, ret.                             |                                            |                                            |
| 1981                      | Ivan Lendl                                 | Eliot Teltscher                            | 6-3, 6-2                                   |                                            |                                            |
| 1982                      | Vitas Gerulaitis                           | Ivan Lendl                                 | 4-6, 6-1, 6-3                              |                                            |                                            |
| 1983                      | Ivan Lendl                                 | Anders Jarryd                              | 6-2, 6-2                                   |                                            |                                            |
| 1984                      | John McEnroe                               | Vitas Gerulaitis                           | 6-0, 6-3                                   |                                            |                                            |
| 1985                      | John McEnroe                               | Ivan Lendl                                 | 7-5, 6-3                                   |                                            |                                            |
| 1986                      | Boris Becker                               | Stefan Edberg                              | 6-4, 3-6, 6-3                              |                                            |                                            |
| 1987                      | Ivan Lendl                                 | Stefan Edberg                              | 6-4, 7-6                                   |                                            |                                            |
| 1988                      | Ivan Lendl                                 | Kevin Curren                               | 7-6, 6-2                                   |                                            |                                            |
| 1989                      | Ivan Lendl                                 | John McEnroe                               | 6-1, 6-3                                   |                                            |                                            |
| ↓ ATP Tour Masters 1000 ↓ |                                            |                                            |                                            |                                            |                                            |
| 1990                      | Michael Chang                              | Jay Berger                                 | 4-6, 6-3, 7-6                              |                                            |                                            |
| 1991                      | Andréi Chesnokov                           | Petr Korda                                 | 3-6, 6-4, 6-3                              |                                            |                                            |
| 1992                      | Andre Agassi                               | Ivan Lendl                                 | 3-6, 6-2, 6-0                              |                                            |                                            |
| 1993                      | Mikael Pernfors                            | Todd Martin                                | 2-6, 6-2, 7-5                              |                                            |                                            |
| 1994                      | Andre Agassi                               | Jason Stoltenberg                          | 6-4, 6-4                                   |                                            |                                            |
| 1995                      | Andre Agassi                               | Pete Sampras                               | 3-6, 6-2, 6-3                              |                                            |                                            |
| 1996                      | Wayne Ferreira                             | Todd Woodbridge                            | 6-2, 6-4                                   |                                            |                                            |
| 1997                      | Chris Woodruff                             | Gustavo Kuerten                            | 7-5, 4-6, 6-3                              |                                            |                                            |
| 1998                      | Patrick Rafter                             | Richard Krajicek                           | 7-6, 6-4                                   |                                            |                                            |
| 1999                      | Thomas Johansson                           | Yevgeny Kafelnikov                         | 1-6, 6-3, 6-3                              |                                            |                                            |
| 2000                      | Marat Safin                                | Harel Levy                                 | 6-2, 6-3                                   |                                            |                                            |
| 2001                      | Andrei Pavel                               | Patrick Rafter                             | 7-6, 2-6, 6-3                              |                                            |                                            |
| 2002                      | Guillermo Cañas                            | Andy Roddick                               | 6-4, 7-5                                   |                                            |                                            |
| 2003                      | Andy Roddick                               | David Nalbandian                           | 6-1, 6-3                                   |                                            |                                            |
| 2004                      | Roger Federer                              | Andy Roddick                               | 7-5, 6-3                                   |                                            |                                            |
| 2005                      | Rafael Nadal                               | Andre Agassi                               | 6-3, 4-6, 6-2                              |                                            |                                            |
| 2006                      | Roger Federer                              | Richard Gasquet                            | 2-6, 6-3, 6-2                              |                                            |                                            |
| 2007                      | Novak Djokovic                             | Roger Federer                              | 7-6, 2-6, 7-6                              |                                            |                                            |
| 2008                      | Rafael Nadal                               | Nicolas Kiefer                             | 6-3, 6-2                                   |                                            |                                            |
| 2009                      | Andy Murray                                | Juan Martín Del Potro                      | 6-7, 7-6, 6-1                              |                                            |                                            |
| 2010                      | Andy Murray                                | Roger Federer                              | 7-5, 7-5                                   |                                            |                                            |
| 2011                      | Novak Djokovic                             | Mardy Fish                                 | 6-2, 3-6, 6-4                              |                                            |                                            |
| 2012                      | Novak Djokovic                             | Richard Gasquet                            | 6-3, 6-2                                   |                                            |                                            |
| 2013                      | Rafael Nadal                               | Milos Raonic                               | 6-2, 6-2                                   |                                            |                                            |
| 2014                      | Jo-Wilfried Tsonga                         | Roger Federer                              | 7-5, 7-6                                   |                                            |                                            |
| 2015                      | Andy Murray                                | Novak Djokovic                             | 6-4, 4-6, 6-3                              |                                            |                                            |
| 2016                      | Novak Djokovic                             | Kei Nishikori                              | 6-3, 7-5                                   |                                            |                                            |
| 2017                      | Alexander Zverev                           | Roger Federer                              | 6-3, 6-4                                   |                                            |                                            |
| 2018                      | Rafael Nadal                               | Stefanos Tsitsipas                         | 6-2, 7-6                                   |                                            |                                            |
| 2019                      | Rafael Nadal                               | Daniil Medvédev                            | 6-3, 6-0                                   |                                            |                                            |
| 2020                      | No disputado por la Pandemia de COVID-19   | No disputado por la Pandemia de COVID-19   | No disputado por la Pandemia de COVID-19   |                                            |                                            |
| 2021                      | Daniil Medvédev                            | Reilly Opelka                              | 6-4, 6-3                                   |                                            |                                            |
| 2022                      | Pablo Carreño                              | Hubert Hurkacz                             | 3-6, 6-3, 6-3                              |                                            |                                            |
| 2023                      | Jannik Sinner                              | Álex de Miñaur                             | 6-4, 6-1                                   |                                            |                                            |
| 2024                      | Alexei Popyrin                             | Andrey Rublev                              | 6-2, 6-4                                   |                                            |                                            |
| 2025                      | Ben Shelton                                | Karen Khachanov                            | 6-7(5), 6-4, 7-6(3)                        |                                            |                                            |

### Individual femenino
| 1919       | Marion Zinderstein                         | Lois Moyes Bickle                          | 8–6, 6–4                                   |                                            |                                            |
| 1920       | Lois Moyes Bickle                          | Florence Best                              | 6-3, 6-4                                   |                                            |                                            |
| 1921       | Lois Moyes Bickle                          | Margaret Grove                             | 6–3, 6–3                                   |                                            |                                            |
| 1922       | Lois Moyes Bickle                          | Gladys Hutchings                           | 6–4, 6–1                                   |                                            |                                            |
| 1923       | Florence Best                              | M. Brooks                                  | 6–3, 6–3                                   |                                            |                                            |
| 1924       | Lois Moyes Bickle                          | Marjorie Leeming                           | 4–6, 6–3, 6–4                              |                                            |                                            |
| 1925       | Marjorie Leeming                           | Mrs H. F. Wright                           | 7–5, 6–4                                   |                                            |                                            |
| 1926       | Marjorie Leeming                           | Marjorie Gladman                           | 6–2, 6–0                                   |                                            |                                            |
| 1927       | Caroline Swartz                            | Edith Cross                                | 6–3, 4–6, 7–5                              |                                            |                                            |
| 1928       | Marjorie Gladman                           | Mary Greef                                 | 5–7, 6–1, 6–1                              |                                            |                                            |
| 1929       | Olive Wade                                 | Ruth Riese                                 | 6–0, 1–6, 6–1                              |                                            |                                            |
| 1930       | Olive Wade                                 | Marjorie Leeming                           | 6–4, 2–6, 6–4                              |                                            |                                            |
| 1931       | Edith Cross                                | Marjorie Leeming                           | 6–2, 6–2                                   |                                            |                                            |
| 1932       | Olive Wade                                 | Marjorie Leeming                           | 4–6, 6–4, 6–1                              |                                            |                                            |
| 1933       | Gracyn Wheeler                             | Mary Campbell                              | 4–6, 6–1, 6–3                              |                                            |                                            |
| 1934       | Caroline Deacon                            | Eleanor Young                              | 7–5, 6–3                                   |                                            |                                            |
| 1935       | Margaret Osborne duPont                    | Gussie Raegener                            | 6–4, 6–2                                   |                                            |                                            |
| 1936       | Esther Bartosh                             | Jean Milne                                 | 6–1, 3–6, 6–1                              |                                            |                                            |
| 1937       | Evelyn Dearman                             | Mary Hardwick                              | ret.                                       |                                            |                                            |
| 1938       | Rene Bolte                                 | Ruth Porter                                | 6–4, 6–4                                   |                                            |                                            |
| 1939       | Elizabeth Blackman                         | Rene Bolte                                 | 7–5, 7–5                                   |                                            |                                            |
| 1940       | Eleanor Young                              | Jean Milne                                 | 7–5, 7–5                                   |                                            |                                            |
| 1941- 1945 | No disputado por la Segunda Guerra Mundial | No disputado por la Segunda Guerra Mundial | No disputado por la Segunda Guerra Mundial | No disputado por la Segunda Guerra Mundial | No disputado por la Segunda Guerra Mundial |
| 1946       | Baba Lewis                                 | Noreen Haney                               | 6–1, 6–3                                   |                                            |                                            |
| 1947       | Gracyn Wheeler Kelleher                    | Eleanor Young                              | 6–0, 3–6, 6–0                              |                                            |                                            |
| 1948       | Patricia Macken                            | Elaine Fildes                              | 2–6, 8–6, 6–2                              |                                            |                                            |
| 1949       | Baba Lewis                                 | Patricia Macken                            | 6–0, 6–1                                   |                                            |                                            |
| 1950       | Doris Popple                               | Barbara Knapp                              | 8–6, 6–8, 7–5                              |                                            |                                            |
| 1951       | Lucille Davidson                           | Pat Lowe                                   | 8–6, 6–1                                   |                                            |                                            |
| 1952       | Melita Ramírez                             | Lucille Davidson                           | 6–4, 6–3                                   |                                            |                                            |
| 1953       | Melita Ramírez                             | Thelma Coyne Long                          | 6–1, 6–3                                   |                                            |                                            |
| 1954       | Karol Fageros                              | Ethel Norton                               | 3–6, 7–5, 6–4                              |                                            |                                            |
| 1955       | Hanna Sladek                               | Connie Bowan                               | 8–6, 6–0                                   |                                            |                                            |
| 1956       | Jean Laird                                 | Linda Vail                                 | 4–6, 7–5, 8–6                              |                                            |                                            |
| 1957       | Louise Brown                               | Singeline Boeck                            | 6–4, 6–3                                   |                                            |                                            |
| 1958       | Eleanor Dodge                              | Barbara Browning                           | 6–3, 6–4                                   |                                            |                                            |
| 1959       | Marie Martin                               | Martha Hernández                           | 6–1, 6–2                                   |                                            |                                            |
| 1960       | Donna Floyd                                | Ann Barclay                                | 7–5, 6–2                                   |                                            |                                            |
| 1961       | Ann Haydon-Jones                           | Ann Barclay                                | 6–4, 6–0                                   |                                            |                                            |
| 1962       | Ann Barclay                                | Louise Brown                               | 6–3, 6–4                                   |                                            |                                            |
| 1963       | Ann Barclay                                | Louise Brown                               | 6–0, 6–1                                   |                                            |                                            |
| 1964       | Benita Senn                                | Louise Brown                               | 6–4, 6–4                                   |                                            |                                            |
| 1965       | Julie Heldman                              | Faye Urban                                 | 6–3, 8–6                                   |                                            |                                            |
| 1966       | Rita Bentley                               | Susan Butt                                 | 6–3, 6–3                                   |                                            |                                            |
| 1967       | Kathleen Harter                            | Rita Bentley                               | 6–1, 5–7, 7–5                              |                                            |                                            |
| 1968       | Jane Bartkowicz                            | Faye Urban                                 | 6–3, 6–3                                   |                                            |                                            |
| 1969       | Faye Urban                                 | Vicki Berner                               | 6–2, 6–0                                   |                                            |                                            |
| 1970       | Margaret Smith Court                       | Rosemary Casals                            | 6–8, 6–4, 6–4                              |                                            |                                            |
| 1971       | Françoise Dürr                             | Evonne Goolagong Cawley                    | 6–4, 6–2                                   |                                            |                                            |
| 1972       | Evonne Goolagong Cawley                    | Virginia Wade                              | 6–3, 6–1                                   |                                            |                                            |
| 1973       | Evonne Goolagong Cawley                    | Helga Niessen Masthoff                     | 7–6, 6–4                                   |                                            |                                            |
| 1974       | Chris Evert                                | Julie Heldman                              | 6–0, 6–3                                   |                                            |                                            |
| 1975       | Marcie Louie                               | Laura duPont                               | 6–1, 4–6, 6–4                              |                                            |                                            |
| 1976       | Mima Jaušovec                              | Lesley Hunt                                | 6–2, 6–0                                   |                                            |                                            |
| 1977       | Regina Maršíková                           | Marise Kruger                              | 6–4, 4–6, 6–2                              |                                            |                                            |
| 1978       | Regina Maršíková                           | Virginia Ruzici                            | 7–5, 6–7, 6–2                              |                                            |                                            |
| 1979       | Laura duPont                               | Brigitte Cuypers                           | 6–4, 6–7, 6–1                              |                                            |                                            |
| 1980       | Chris Evert                                | Virginia Ruzici                            | 6-3, 6-1                                   |                                            |                                            |
| 1981       | Tracy Austin                               | Chris Evert                                | 6-1, 6-4                                   |                                            |                                            |
| 1982       | Martina Navratilova                        | Andrea Jaeger                              | 6-3, 7-5                                   |                                            |                                            |
| 1983       | Martina Navratilova                        | Chris Evert                                | 6-4, 4-6, 6-1                              |                                            |                                            |
| 1984       | Chris Evert                                | Alycia Moulton                             | 6-2, 7-6                                   |                                            |                                            |
| 1985       | Chris Evert                                | Claudia Kohde-Kilsch                       | 6-2, 6-4                                   |                                            |                                            |
| 1986       | Helena Suková                              | Pam Shriver                                | 6-2, 7-5                                   |                                            |                                            |
| 1987       | Pam Shriver                                | Zina Garrison                              | 6-4, 6-1                                   |                                            |                                            |
| 1988       | Gabriela Sabatini                          | Natasha Zvereva                            | 6-1, 6-2                                   |                                            |                                            |
| 1989       | Martina Navratilova                        | Arantxa Sánchez Vicario                    | 6-2, 6-2                                   |                                            |                                            |
| 1990       | Steffi Graf                                | Katerina Maleeva                           | 6-1, 6-7, 6-3                              |                                            |                                            |
| 1991       | Jennifer Capriati                          | Katerina Maleeva                           | 6-2, 6-3                                   |                                            |                                            |
| 1992       | Arantxa Sánchez Vicario                    | Monica Seles                               | 6-3, 4-6, 6-4                              |                                            |                                            |
| 1993       | Steffi Graf                                | Jennifer Capriati                          | 6-1, 0-6, 6-3                              |                                            |                                            |
| 1994       | Arantxa Sánchez Vicario                    | Steffi Graf                                | 7-5, 1-6, 7-6                              |                                            |                                            |
| 1995       | Monica Seles                               | Amanda Coetzer                             | 6-0, 6-1                                   |                                            |                                            |
| 1996       | Monica Seles                               | Arantxa Sánchez Vicario                    | 6-1, 7-6                                   |                                            |                                            |
| 1997       | Monica Seles                               | Anke Huber                                 | 6-2, 6-4                                   |                                            |                                            |
| 1998       | Monica Seles                               | Arantxa Sánchez Vicario                    | 6-3, 6-2                                   |                                            |                                            |
| 1999       | Martina Hingis                             | Monica Seles                               | 6-4, 6-4                                   |                                            |                                            |
| 2000       | Martina Hingis                             | Serena Williams                            | 0-6, 6-3, 3-0, ret.                        |                                            |                                            |
| 2001       | Serena Williams                            | Jennifer Capriati                          | 6-1, 6-7, 6-3                              |                                            |                                            |
| 2002       | Amélie Mauresmo                            | Jennifer Capriati                          | 6-4, 6-1                                   |                                            |                                            |
| 2003       | Justine Henin                              | Lina Krasnoroutskaya                       | 6-1, 6-0                                   |                                            |                                            |
| 2004       | Amélie Mauresmo                            | Elena Likhovtseva                          | 6-1, 6-0                                   |                                            |                                            |
| 2005       | Kim Clijsters                              | Justine Henin                              | 7-5, 6-1                                   |                                            |                                            |
| 2006       | Ana Ivanović                               | Martina Hingis                             | 6-2, 6-3                                   |                                            |                                            |
| 2007       | Justine Henin                              | Jelena Janković                            | 7-6, 7-5                                   |                                            |                                            |
| 2008       | Dinara Sáfina                              | Dominika Cibulková                         | 6-2, 6-1                                   |                                            |                                            |
| 2009       | Elena Dementieva                           | María Sharápova                            | 6-4, 6-3                                   |                                            |                                            |
| 2010       | Caroline Wozniacki                         | Vera Zvonareva                             | 6-3, 6-2                                   |                                            |                                            |
| 2011       | Serena Williams                            | Samantha Stosur                            | 6-4, 6-2                                   |                                            |                                            |
| 2012       | Petra Kvitová                              | Na Li                                      | 7-5, 2-6, 6-3                              |                                            |                                            |
| 2013       | Serena Williams                            | Sorana Cîrstea                             | 6-2, 6-0                                   |                                            |                                            |
| 2014       | Agnieszka Radwańska                        | Venus Williams                             | 6-4, 6-2                                   |                                            |                                            |
| 2015       | Belinda Bencic                             | Simona Halep                               | 7-6, 6-7, 3-0, ret.                        |                                            |                                            |
| 2016       | Simona Halep                               | Madison Keys                               | 7-6, 6-3                                   |                                            |                                            |
| 2017       | Elina Svitólina                            | Caroline Wozniacki                         | 6-4, 6-0                                   |                                            |                                            |
| 2018       | Simona Halep                               | Sloane Stephens                            | 7-6, 3-6, 6-4                              |                                            |                                            |
| 2019       | Bianca Andreescu                           | Serena Williams                            | 3-1, ret.                                  |                                            |                                            |
| 2020       | No disputado por la Pandemia de COVID-19   | No disputado por la Pandemia de COVID-19   | No disputado por la Pandemia de COVID-19   |                                            |                                            |
| 2021       | Camila Giorgi                              | Karolína Plíšková                          | 6-3, 7-5                                   |                                            |                                            |
| 2022       | Simona Halep                               | Beatriz Haddad Maia                        | 6-3, 2-6, 6-3                              |                                            |                                            |
| 2023       | Jessica Pegula                             | Liudmila Samsónova                         | 6-1, 6-0                                   |                                            |                                            |
| 2024       | Jessica Pegula                             | Amanda Anisimova                           | 6-3, 2-6, 6-1                              |                                            |                                            |
| 2025       | Victoria Mboko                             | Naomi Osaka                                | 2-6, 6-4, 6-1                              |                                            |                                            |

### Dobles masculino
| Año                       | Campeones                                | Subcampeones                             | Resultado                                |
| ------------------------- | ---------------------------------------- | ---------------------------------------- | ---------------------------------------- |
| 1968                      | Harry Fauquier John Sharpe               | Marcelo Lara Jasjit Singhh               | 6–1, 6–3, 4–6, 6–3                       |
| 1969                      | Ron Holmberg John Newcombe               | Earl Butch Buchholz Raymond Moore        | 6–3, 6–4                                 |
| 1970                      | Bill Bowrey Marty Riessen                | Cliff Drysdale Fred Stolle               | 6-3, 6-2                                 |
| ↓ Circuito WCT ↓          |                                          |                                          |                                          |
| 1971                      | Tom Okker Marty Riessen                  | Arthur Ashe Dennis Ralston               | 6-3, 3-6, 6-1                            |
| ↓ Circuito Grand Prix ↓   |                                          |                                          |                                          |
| 1972                      | Ilie Năstase Ion Ţiriac                  | Jan Kodeš Jan Kukal                      | 7-6, 6-3                                 |
| 1973                      | Rod Laver Ken Rosewall                   | Owen Davidson John Newcombe              | 7-5, 7-6                                 |
| 1974                      | Manuel Orantes Guillermo Vilas           | Jürgen Fassbender Hans-Jürgen Pohmann    | 6-4, 5-7, 7-6                            |
| 1975                      | Cliff Drysdale Raymond Moore             | Jan Kodeš Ilie Năstase                   | 6-3, 6-2                                 |
| 1976                      | Bob Hewitt Raúl Ramírez                  | Juan Gisbert, Sr. Manuel Orantes         | 6-2, 6-1                                 |
| 1977                      | Bob Hewitt Raúl Ramírez                  | Fred McNair Sherwood Stewart             | 6-4, 3-6, 6-2                            |
| 1978                      | Wojtek Fibak Marty Riessen               | Colin Dowdeswell Heinz Günthardt         | 6-3, 7-6                                 |
| 1979                      | Peter Fleming John McEnroe               | Heinz Günthardt Bob Hewitt               | 6–7, 7–6, 6–1                            |
| 1980                      | Bruce Manson Brian Teacher               | Heinz Günthardt Sandy Mayer              | 6-3, 3-6, 6-4                            |
| 1981                      | Raúl Ramírez Ferdi Taygan                | Peter Fleming John McEnroe               | 2-6, 7-6, 6-4                            |
| 1982                      | Steve Denton Mark Edmondson              | Peter Fleming John McEnroe               | 6-7, 7-5, 6-2                            |
| 1983                      | Sandy Mayer Ferdi Taygan                 | Tim Gullikson Tom Gullikson              | 6-3, 6-4                                 |
| 1984                      | Peter Fleming John McEnroe               | John Fitzgerald Kim Warwick              | 6-4, 6-2                                 |
| 1985                      | Ken Flach Robert Seguso                  | Stefan Edberg Anders Järryd              | 5-7, 7-6, 6-3                            |
| 1986                      | Chip Hooper Mike Leach                   | Boris Becker Slobodan Živojinović        | 6-7, 6-3, 6-3                            |
| 1987                      | Pat Cash Stefan Edberg                   | Peter Doohan Laurie Warder               | 6-7, 6-3, 6-4                            |
| 1988                      | Ken Flach Robert Seguso                  | Andrew Castle Tim Gullikson              | 7-6, 6-3                                 |
| 1989                      | Kelly Evernden Todd Witsken              | Charles Beckman Shelby Cannon            | 6-3, 6-3                                 |
| ↓ ATP Tour Masters 1000 ↓ |                                          |                                          |                                          |
| 1990                      | Paul Annacone David Wheaton              | Broderick Dyke Peter Lundgren            | 6-1, 7-6                                 |
| 1991                      | Patrick Galbraith Todd Witsken           | Grant Connell Glenn Michibata            | 6-4, 3-6, 6-1                            |
| 1992                      | Patrick Galbraith Danie Visser           | Andre Agassi John McEnroe                | 6-4, 6-4                                 |
| 1993                      | Jim Courier Mark Knowles                 | Glenn Michibata David Pate               | 6-4, 7-6                                 |
| 1994                      | Byron Black Jonathan Stark               | Patrick McEnroe Jared Palmer             | 6-4, 6-4                                 |
| 1995                      | Yevgeny Kafelnikov Andrei Olhovskiy      | Brian MacPhie Sandon Stolle              | 6-2, 6-2                                 |
| 1996                      | Patrick Galbraith Paul Haarhuis          | Mark Knowles Daniel Nestor               | 7-6, 6-3                                 |
| 1997                      | Mahesh Bhupathi Leander Paes             | Sébastien Lareau Alex O'Brien            | 7-6, 6-3                                 |
| 1998                      | Martin Damm Jim Grabb                    | Ellis Ferreira Rick Leach                | 6-7, 6-2, 7-6                            |
| 1999                      | Jonas Björkman Patrick Rafter            | Byron Black Wayne Ferreira               | 7-6, 6-4                                 |
| 2000                      | Sébastien Lareau Daniel Nestor           | Joshua Eagle Andrew Florent              | 6-3, 7-6                                 |
| 2001                      | Jiří Novák David Rikl                    | Donald Johnson Jared Palmer              | 6-4, 3-6, 6-3                            |
| 2002                      | Bob Bryan Mike Bryan                     | Mark Knowles Daniel Nestor               | 4-6, 7-6, 6-3                            |
| 2003                      | Mahesh Bhupathi Max Mirnyi               | Jonas Björkman Todd Woodbridge           | 6-3, 7-6                                 |
| 2004                      | Mahesh Bhupathi Leander Paes             | Jonas Björkman Max Mirnyi                | 6-4, 6-2                                 |
| 2005                      | Wayne Black Kevin Ullyett                | Jonathan Erlich Andy Ram                 | 6-7, 6-3, 6-0                            |
| 2006                      | Bob Bryan Mike Bryan                     | Paul Hanley Kevin Ullyett                | 6-3, 7-5                                 |
| 2007                      | Mahesh Bhupathi Pavel Vízner             | Paul Hanley Kevin Ullyett                | 6-4, 6-4                                 |
| 2008                      | Daniel Nestor Nenad Zimonjić             | Bob Bryan Mike Bryan                     | 6-2, 4-6, [10-6]                         |
| 2009                      | Mahesh Bhupathi Mark Knowles             | Max Mirnyi Andy Ram                      | 6-4, 6-3                                 |
| 2010                      | Bob Bryan Mike Bryan                     | Julien Benneteau Michaël Llodra          | 7-5, 6-3                                 |
| 2011                      | Michaël Llodra Nenad Zimonjić            | Bob Bryan Mike Bryan                     | 6-4, 6-7, [10-7]                         |
| 2012                      | Bob Bryan Mike Bryan                     | Marcel Granollers Marc López             | 6-1, 4-6, [12-10]                        |
| 2013                      | Alexander Peya Bruno Soares              | Colin Fleming Andy Murray                | 6-4, 7-6                                 |
| 2014                      | Alexander Peya Bruno Soares              | Ivan Dodig Marcelo Melo                  | 6-4, 6-3                                 |
| 2015                      | Bob Bryan Mike Bryan                     | Daniel Nestor Édouard Roger-Vasselin     | 7-6, 3-6, [10-6]                         |
| 2016                      | Ivan Dodig Marcelo Melo                  | Jamie Murray Bruno Soares                | 6-4, 6-4                                 |
| 2017                      | Pierre-Hugues Herbert Nicolas Mahut      | Rohan Bopanna Ivan Dodig                 | 6-4, 3-6, [10-6]                         |
| 2018                      | Henri Kontinen John Peers                | Raven Klaasen Michael Venus              | 6-2, 6-7, [10-6]                         |
| 2019                      | Marcel Granollers Horacio Zeballos       | Robin Haase Wesley Koolhof               | 7-5, 7-5                                 |
| 2020                      | No disputado por la Pandemia de COVID-19 | No disputado por la Pandemia de COVID-19 | No disputado por la Pandemia de COVID-19 |
| 2021                      | Rajeev Ram Joe Salisbury                 | Nikola Mektić Mate Pavić                 | 6-3, 4-6, [10-3]                         |
| 2022                      | Wesley Koolhof Neal Skupski              | Daniel Evans John Peers                  | 6-2, 4-6, [10-6]                         |
| 2023                      | Marcelo Arévalo Jean-Julien Rojer        | Rajeev Ram Joe Salisbury                 | 6-3, 6-1                                 |
| 2024                      | Marcel Granollers Horacio Zeballos       | Rajeev Ram Joe Salisbury                 | 6-2, 7-6(4)                              |
| 2025                      | Julian Cash Lloyd Glasspool              | Joe Salisbury Neal Skupski               | 6-3, 6-7(5), [13-11]                     |

### Dobles femenino
| Año  | Campeonas                                 | Subcampeonas                               | Resultado                                |
| ---- | ----------------------------------------- | ------------------------------------------ | ---------------------------------------- |
| 1968 | Vicki Berner Faye Urban                   | Jane O'Hara Vivienne Strong                | 6-2, 6-3                                 |
| 1969 | Vicki Berner Faye Urban                   | Jane O'Hara Vivienne Strong                | 6-1, 6-1                                 |
| 1970 | Rosemary Casals Margaret Court            | Helen Gourlay Patricia Walkden             | 6-0, 6-1                                 |
| 1971 | Rosemary Casals Françoise Dürr            | Evonne Goolagong Lesley Turner Bowrey      | 6-3, 6-2                                 |
| 1972 | Margaret Court Evonne Goolagong           | Brenda Kirk Patricia Walkden               | 3-6, 6-3, 7-5                            |
| 1973 | Evonne Goolagong Peggy Michel             | Helga Niessen Masthoff Martina Navrátilová | 6-3, 6-2                                 |
| 1974 | Julie Heldman Gail Sherriff Chanfreau     | Chris Evert Jeanne Evert                   | 6-3, 6-3                                 |
| 1975 | Julie Anthony Margaret Court              | JoAnne Russell Jane Stratton               | 6-2, 6-4                                 |
| 1976 | Janet Newberry Cynthia Doerner            | Sue Barker Pam Teeguarden                  | 6-7, 6-3, 6-1                            |
| 1977 | Delina Boshoff Ilana Kloss                | Rosemary Casals Evonne Goolagong Cawley    | 6-2, 6-3                                 |
| 1978 | Regina Maršíková Pam Teeguarden           | Chris O'Neil Paula Smith                   | 5-7, 6-4, 6-2                            |
| 1979 | Lea Antonoplis Diane Evers                | Chris O'Neil Mimi Wikstedt                 | 2-6, 6-1, 6-3                            |
| 1980 | Andrea Jaeger Regina Maršíková            | Ann Kiyomura Betsy Nagelsen                | 6-1, 6-3                                 |
| 1981 | Martina Navrátilová Pam Shriver           | Candy Reynolds Anne Smith                  | 7-6, 7-6                                 |
| 1982 | Martina Navrátilová Candy Reynolds        | Barbara Potter Sharon Walsh                | 6-4, 6-4                                 |
| 1983 | Anne Hobbs Andrea Jaeger                  | Rosalyn Fairbank Candy Reynolds            | 6-4, 5-7, 7-5                            |
| 1984 | Kathy Jordan Elizabeth Sayers             | Claudia Kohde-Kilsch Hana Mandlíková       | 6-1, 6-2                                 |
| 1985 | Gigi Fernández Martina Navrátilová        | Marcella Mesker Pascale Paradis            | 6-4, 6-0                                 |
| 1986 | Zina Garrison Gabriela Sabatini           | Pam Shriver Helena Suková                  | 7-6, 5-7, 6-4                            |
| 1987 | Zina Garrison Lori McNeil                 | Claudia Kohde-Kilsch Helena Suková         | 6-1, 6-2                                 |
| 1988 | Jana Novotná Helena Suková                | Zina Garrison Pam Shriver                  | 7-6, 7-6                                 |
| 1989 | Gigi Fernández Robin White                | Martina Navrátilová Larisa Savchenko       | 6-1, 7-5                                 |
| 1990 | Betsy Nagelsen Gabriela Sabatini          | Helen Kelesi Raffaella Reggi               | 3-6, 6-2, 6-2                            |
| 1991 | Larisa Savchenko Natalia Zvereva          | Claudia Kohde-Kilsch Helena Suková         | 1-6, 7-5, 6-2                            |
| 1992 | Lori McNeil Rennae Stubbs                 | Gigi Fernández Natalia Zvereva             | 3-6, 7-5, 7-5                            |
| 1993 | Larisa Neiland Jana Novotná               | Arantxa Sánchez Vicario Helena Suková      | 6-1, 6-2                                 |
| 1994 | Meredith McGrath Arantxa Sánchez Vicario  | Pam Shriver Elizabeth Sayers Smylie        | 2-6, 6-2, 6-4                            |
| 1995 | Gabriela Sabatini Brenda Schultz-McCarthy | Martina Hingis Iva Majoli                  | 4-6, 6-0, 6-3                            |
| 1996 | Arantxa Sánchez Vicario Larisa Neiland    | Mary Joe Fernández Helena Suková           | 7-6, 6-1                                 |
| 1997 | Yayuk Basuki Caroline Vis                 | Nicole Arendt Manon Bollegraf              | 3-6, 7-5, 6-4                            |
| 1998 | Martina Hingis Jana Novotná               | Yayuk Basuki Caroline Vis                  | 6-3, 6-4                                 |
| 1999 | Jana Novotná Mary Pierce                  | Larisa Neiland Arantxa Sánchez Vicario     | 6-3, 2-6, 6-3                            |
| 2000 | Martina Hingis Nathalie Tauziat           | Julie Halard-Decugis Ai Sugiyama           | 6-3, 3-6, 6-4                            |
| 2001 | Kimberly Po-Messerli Nicole Pratt         | Tina Križan Katarina Srebotnik             | 6-3, 6-1                                 |
| 2002 | Virginia Ruano Paola Suárez               | Rika Fujiwara Ai Sugiyama                  | 6-4, 7-6                                 |
| 2003 | Svetlana Kuznetsova Martina Navrátilová   | María Vento-Kabchi Angelique Widjaja       | 3-6, 6-1, 6-1                            |
| 2004 | Shinobu Asagoe Ai Sugiyama                | Liezel Horn Huber Tamarine Tanasugarn      | 6-0, 6-3                                 |
| 2005 | Anna-Lena Grönefeld Martina Navrátilová   | Conchita Martínez Virginia Ruano           | 5-7, 6-3, 6-4                            |
| 2006 | Martina Navrátilová Nadia Petrova         | Cara Black Anna-Lena Grönefeld             | 6-1, 6-2                                 |
| 2007 | Katarina Srebotnik Ai Sugiyama            | Cara Black Liezel Horn Huber               | 6-4, 2-6, [10-5]                         |
| 2008 | Cara Black Liezel Horn Huber              | María Kirilenko Flavia Pennetta            | 6-1, 6-1                                 |
| 2009 | Nuria Llagostera María José Martínez      | Samantha Stosur Rennae Stubbs              | 2-6, 7-5, [11-9]                         |
| 2010 | Gisela Dulko Flavia Pennetta              | Květa Peschke Katarina Srebotnik           | 7-5, 3-6, [12-10]                        |
| 2011 | Liezel Huber Lisa Raymond                 | Victoria Azarenka María Kirilenko          | ret.                                     |
| 2012 | Klaudia Jans-Ignacik Kristina Mladenovic  | Nadia Petrova Katarina Srebotnik           | 7-5, 2-6, [10-7]                         |
| 2013 | Jelena Janković Katarina Srebotnik        | Anna-Lena Grönefeld Květa Peschke          | 5-7, 6-1, [10-6]                         |
| 2014 | Sara Errani Roberta Vinci                 | Cara Black Sania Mirza                     | 7-6, 6-3                                 |
| 2015 | Bethanie Mattek-Sands Lucie Šafářová      | Caroline Garcia Katarina Srebotnik         | 6-1, 6-2                                 |
| 2016 | Ekaterina Makarova Elena Vesnina          | Simona Halep Monica Niculescu              | 6-3, 7-6                                 |
| 2017 | Ekaterina Makarova Elena Vesnina          | Anna-Lena Grönefeld Květa Peschke          | 6-0, 6-4                                 |
| 2018 | Ashleigh Barty Demi Schuurs               | Yung-Jan Chan Ekaterina Makarova           | 4-6, 6-3, [10-8]                         |
| 2019 | Barbora Krejčíková Kateřina Siniaková     | Anna-Lena Grönefeld Demi Schuurs           | 7-5, 6-0                                 |
| 2020 | No disputado por la Pandemia de COVID-19  | No disputado por la Pandemia de COVID-19   | No disputado por la Pandemia de COVID-19 |
| 2021 | Gabriela Dabrowski Luisa Stefani          | Darija Jurak Andreja Klepač                | 6-3, 6-4                                 |
| 2022 | Cori Gauff Jessica Pegula                 | Nicole Melichar Ellen Perez                | 6-4, 6-7, [10-5]                         |
| 2023 | Shuko Aoyama Ena Shibahara                | Desirae Krawczyk Demi Schuurs              | 6-4, 4-6, [13-11]                        |
| 2024 | Caroline Dolehide Desirae Krawczyk        | Gabriela Dabrowski Erin Routliffe          | 7-6(2), 3-6, [10-7]                      |
| 2025 | Cori Gauff McCartney Kessler              | Taylor Townsend Shuai Zhang                | 6-4, 1-6, [13-11]                        |

## Ganadores múltiples en individuales

### Masculino
| Jugador         | Títulos | Subtítulos | Años campeonatos                   | Años subcampeonatos    |
| --------------- | ------- | ---------- | ---------------------------------- | ---------------------- |
| Ivan Lendl      | 6       | 3          | 1980, 1981, 1983, 1987, 1988, 1989 | 1982, 1985, 1992       |
| Rafael Nadal    | 5       | -          | 2005, 2008, 2013, 2018, 2019       |                        |
| Novak Djokovic  | 4       | 1          | 2007, 2011, 2012, 2016             | 2015                   |
| Andre Agassi    | 3       | 1          | 1992, 1994, 1995                   | 2005                   |
| Andy Murray     | 3       | -          | 2009, 2010, 2015                   |                        |
| Roger Federer   | 2       | 4          | 2004, 2006                         | 2007, 2010, 2014, 2017 |
| John McEnroe    | 2       | 2          | 1984, 1985                         | 1979, 1989             |
| Guillermo Vilas | 2       | -          | 1974, 1976                         |                        |

### Femenino
| Jugadora                | Títulos | Subtítulos | Años campeonatos       | Años subcampeonatos |
| ----------------------- | ------- | ---------- | ---------------------- | ------------------- |
| Chris Evert             | 4       | 2          | 1974, 1980, 1984, 1985 | 1981, 1983          |
| Monica Seles            | 4       | 2          | 1995, 1996, 1997, 1998 | 1992, 1999          |
| Serena Williams         | 3       | 2          | 2001, 2011, 2013       | 2000, 2019          |
| Simona Halep            | 3       | 1          | 2016, 2018, 2022       | 2015                |
| Martina Navratilova     | 3       | -          | 1982, 1983, 1989       |                     |
| Arantxa Sánchez Vicario | 2       | 3          | 1992, 1994             | 1989, 1996, 1998    |
| Steffi Graf             | 2       | 1          | 1990, 1993             | 1994                |
| Martina Hingis          | 2       | 1          | 1999, 2000             | 2006                |
| Justine Henin           | 2       | 1          | 2003, 2007             | 2005                |
| Amélie Mauresmo         | 2       | -          | 2002, 2004             |                     |
| Jessica Pegula          | 2       | -          | 2023, 2024             |                     |